# Štukovská tvrz
Druhá strašnická tvrz (Štukovská) je zaniklé panské sídlo v Praze 10. Její lokace není známá.

## Historie
Ves Strašnice je v písemných pramenech poprvé zmíněna roku 1185 a poté roku 1222. Část vsi byla v majetku Vyšehradské kapituly, část pak rozdělena do několika svobodných dvorů: jeden dvůr se nazýval Trčkovský, jiný držel roku 1387 Jindřich Náz, další dvůr s tvrzí měl roku 1400 v majetku Pešek, o sedm let později měšťan Jindřich Eling z Vechty a později Hlas z Kamenice.
Asi od roku 1383 držel jeden ze zdejších dvorů Bartoloměj Štuk, jehož potomci se psali „ze Strašnic“. Při tomto dvoře bývala tvrz. Roku 1419 na ní seděl Mikuláš, který roku 1437 převzal některé dvory Hlasovské.
Koncem 15. století byly všechny zdejší dvory sloučeny. V letech 1483-1497 se Jan z Buštěvsi nazývá „pravým a spravedlivým dědicem zboží Strašnického“. Brzy poté vše koupilo Nové Město pražské. Novoměstští zkoušeli roku 1516 nové velké dělo zvané Kartoun a ve Strašnicích jím stříleli ke zdejší pusté tvrzi; Elingovská tvrz v majetku Nového města pražského zůstala a byla později přestavěna.
Po spojení měst pražských se Strašnice dostaly do správy libeňského panství.